# Рессен
Рессен (нід. Ressen) — село в нідерландській провінції Гелдерланд. Входить до муніципалітету Лінгевард.
Його площа становить 1,63км², а населення станом на 2021 рік складало 130 осіб.

## Галерея

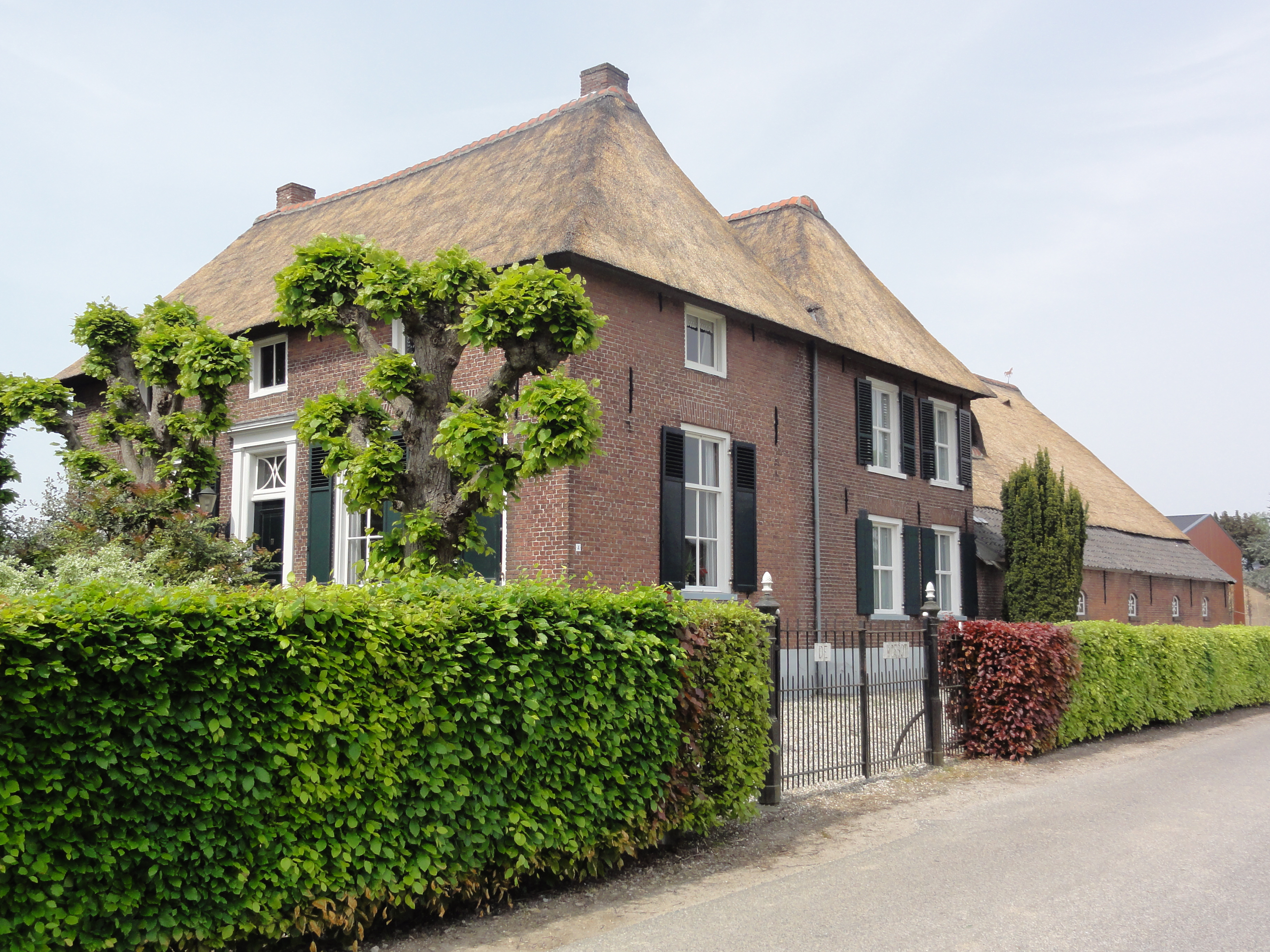
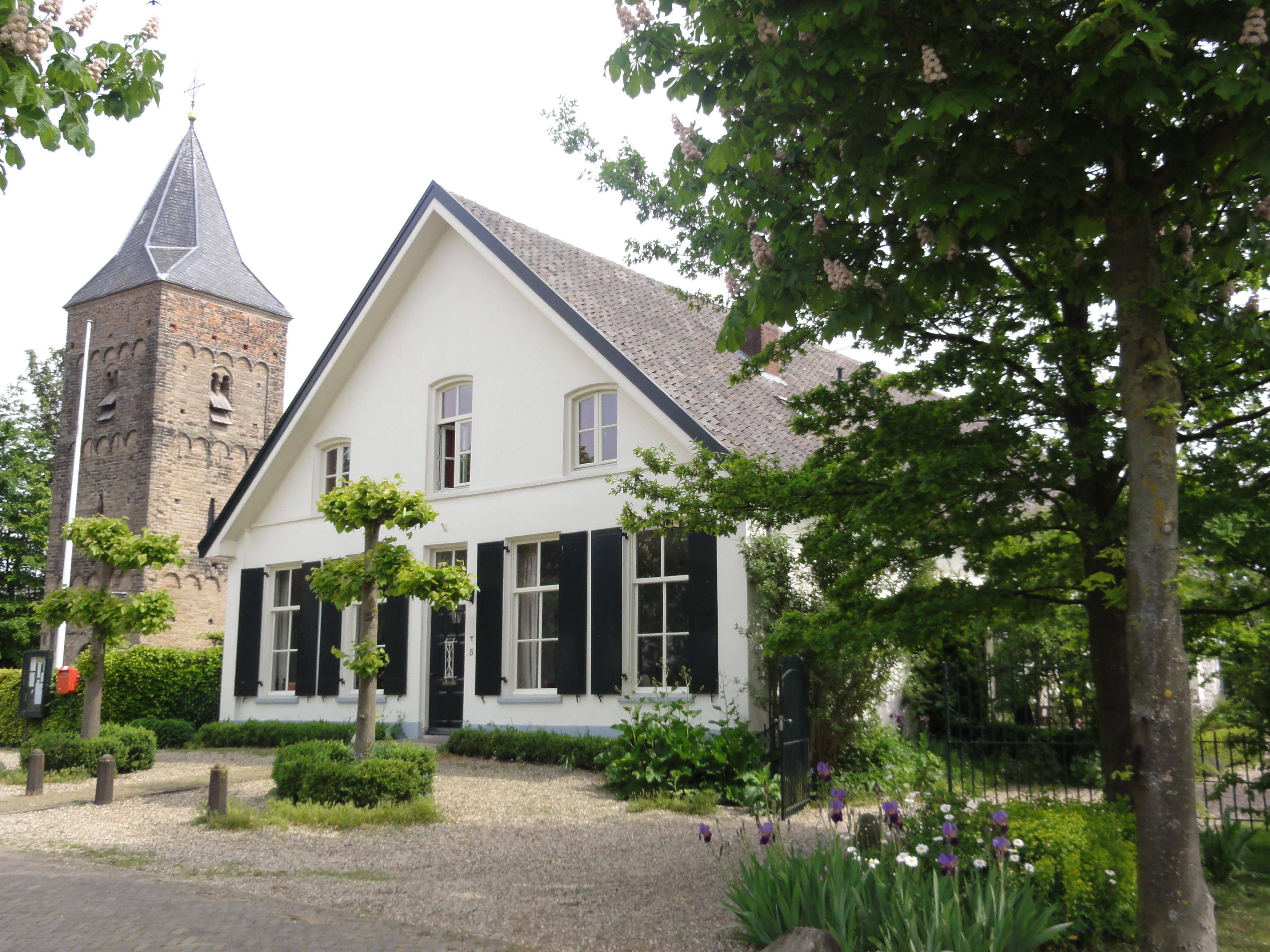
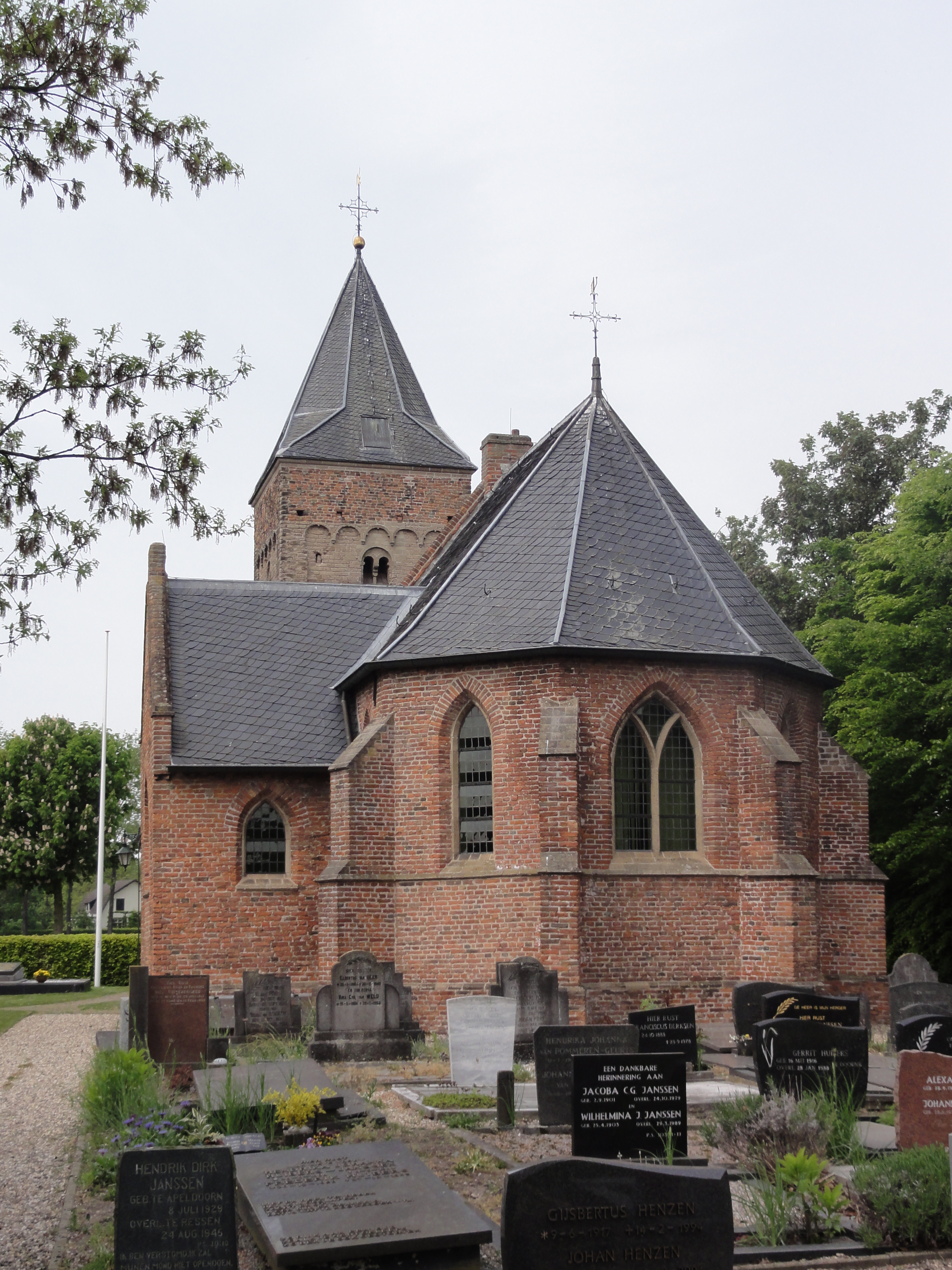
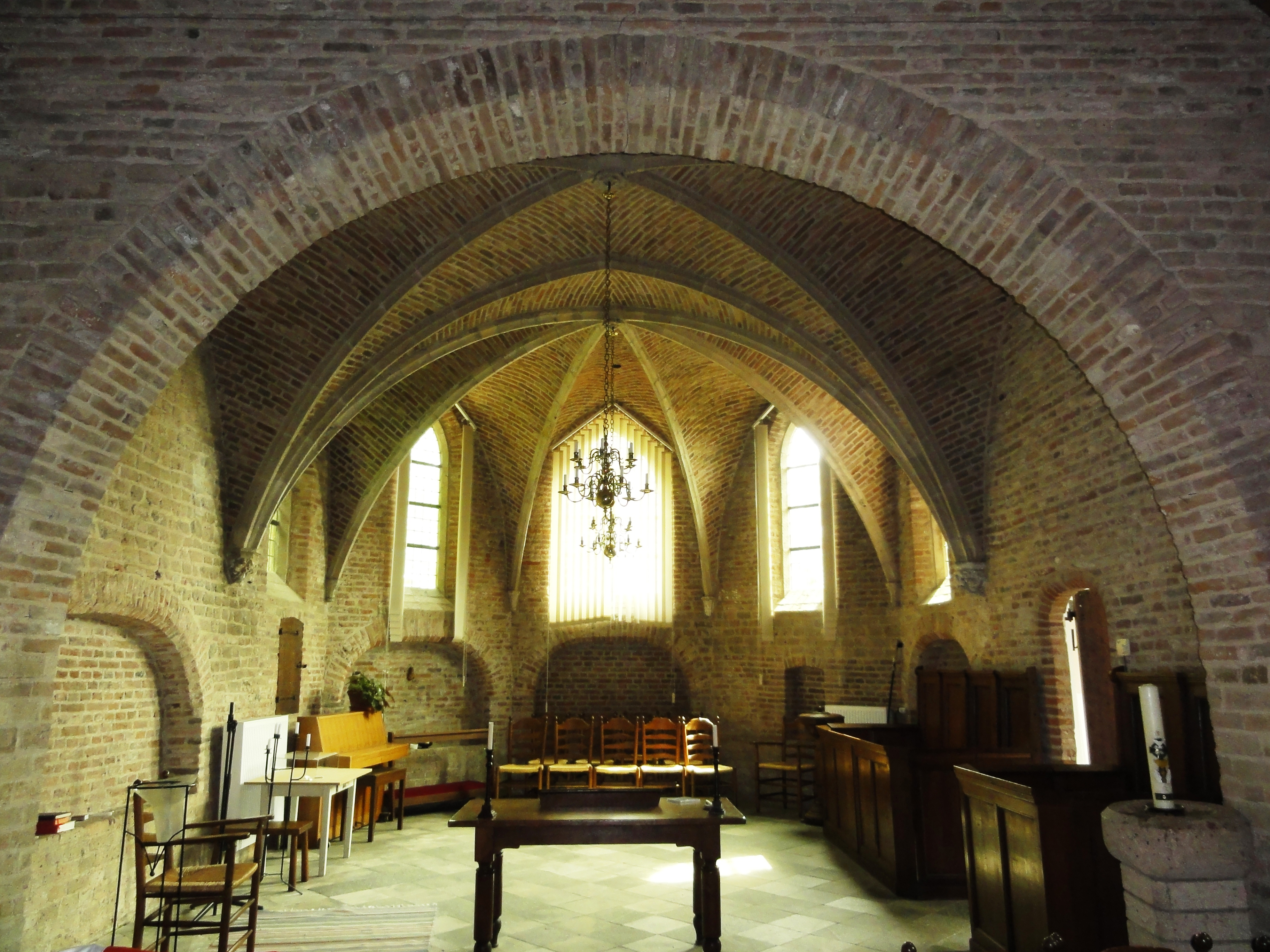
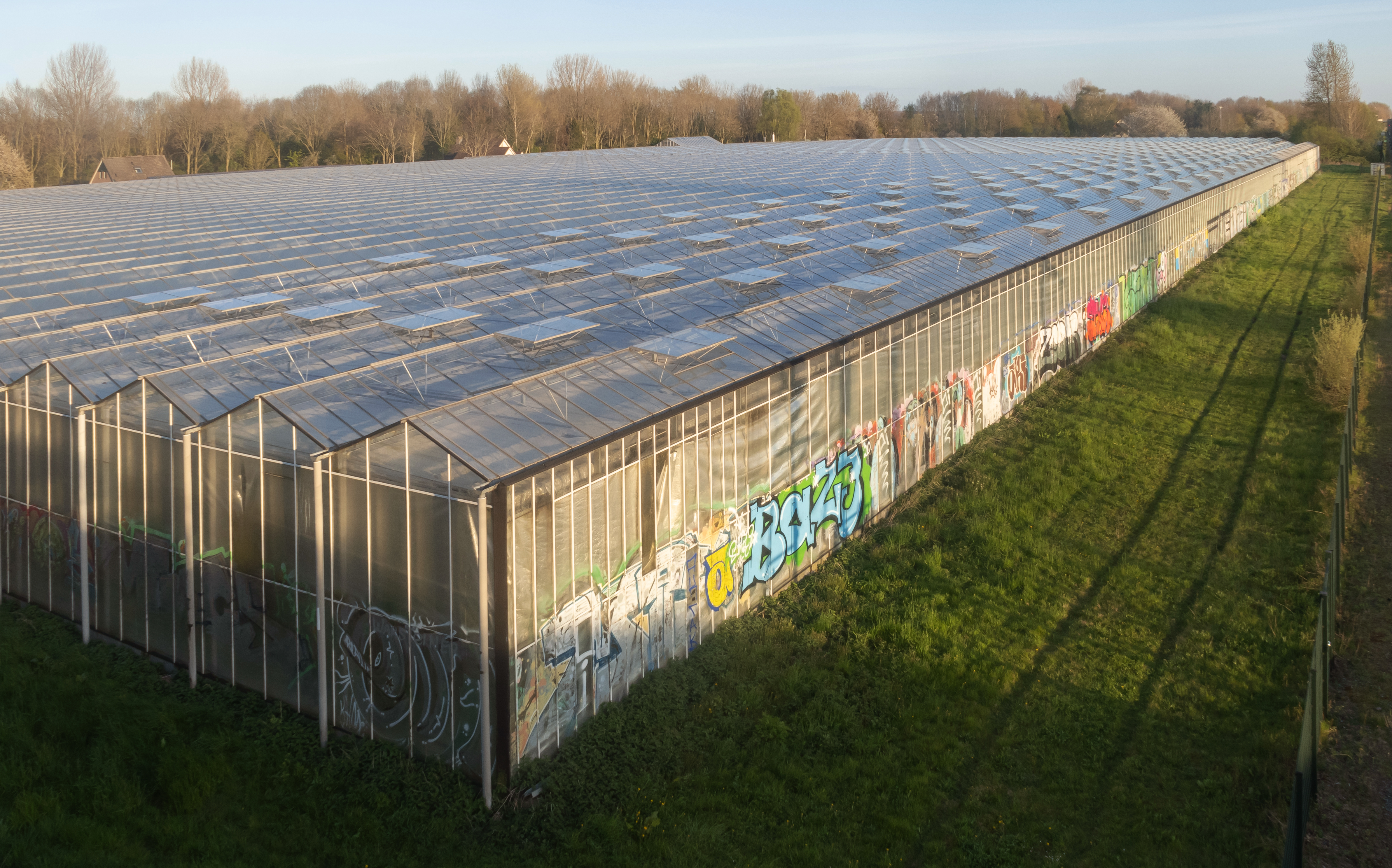